# Austin Krajicek
Austin Krajicek (født 16. juni 1990 i Tampa, Florida, USA) er en professionel tennisspiller fra USA.
Han vandt sølvmedaljen med Rajeev Ram ved sommer-OL 2024 i Paris.